# Andriivka, Ujhorod
Andriivka (în ucraineană Андріївка) este un sat în comuna Irleava din raionul Ujhorod, regiunea Transcarpatia, Ucraina.

## Demografie
Componența lingvistică a localității Andriivka
     Ucraineană (99,29%)
     Alte limbi (0,72%)
Conform recensământului din 2001, majoritatea populației localității Andriivka era vorbitoare de ucraineană (99,29%), existând în minoritate și vorbitori de alte limbi.